# Asti (by)
 For alternative betydninger, se Asti. (Se også artikler, som begynder med Asti)
Asti er en by beliggende i den nord-italienske region Piemonte. Den er hovedstad for provinsen af samme navn. Asti har 73.421(2023) indbyggere.